# Euríbor
El euríbor (del inglés euribor) (acrónimo de Euro Interbank Offered Rate, es decir, tipo europeo de oferta interbancaria) es un índice de referencia publicado diariamente que indica el tipo de interés promedio al que un gran número de bancos europeos dicen concederse préstamos a corto plazo entre ellos para prestárselo a terceros —particulares y empresas—. Es un tipo de interés del mercado interbancario del euro.
Se calcula como promedio del tipo de interés que, mediante encuesta, comunican los principales bancos que operan en Europa. Es un tipo de interés muy utilizado como referencia para los créditos o préstamos bancarios, entre ellos los préstamos hipotecarios que inciden decisivamente en el precio final de la vivienda.
Desde febrero de 2016 el tipo de interés del euríbor fue negativo, lo que implicó que los prestamistas —los bancos— en algunos casos pagaban intereses a los titulares de los préstamos o créditos. La tasa dejó de ser negativa en 2021, y a fines de 2022, se ubicaba en 2.993%.
La manipulación del euríbor por los bancos les ocasionó multas multimillonarias por parte de la Comisión Europea en diciembre de 2013 y la decisión del Banco Central Europeo (BCE) de reformar el sistema estadístico que lo conformaba. El fracaso en su modificación ha llevado al BCE junto al Sistema Europeo de Supervisión Financiera (SESF), la Autoridad Europea de Valores y Mercados (AEVM) y la Comisión Europea (CE), a lanzar un nuevo índice de referencia diario a partir de 2020.

## Temporalidad, evolución, ámbito de aplicación y cálculo del euríbor

### Euríbor interanual, por meses, semanas y diario
El euríbor puede tener una aplicación a corto, medio y largo plazo por lo que se publica para distintos períodos: anual, 9 meses, 6 meses, 3 meses, 1 mes, 3 semanas, 2 semanas, 1 semana, diario. La periodificación es importante en la revisión de créditos bancarios y créditos hipotecarios.

### Evolución del euríbor
El valor del euríbor a 12 meses sufrió un importante descenso a lo largo de 2002, tomando valores bajos durante los tres años siguientes (en comparación con años anteriores). El 6 de junio de 2008 tuvo una de las subidas más espectaculares al subir tres décimas desde el valor del día anterior y alcanzar el valor de 5,417 %.
 
La inmensa mayoría de las hipotecas a interés variable en España utilizan el euríbor hipotecario para el cálculo del tipo de interés, que se recoge mensualmente a partir de la media de los valores diarios del euríbor a 12 meses. El mayor valor que alcanzó el euríbor hipotecario fue en julio de 2008 al cerrar el mes con el valor de 5,393 %.
A continuación, el euríbor comenzó a bajar progresivamente como consecuencia de un aumento del crédito y un descenso de los tipos de interés del Banco Central Europeo.
- En febrero de 2016 empezó a alcanzar los valores negativos. El euríbor a un año cerró ese mes a -0,008%.[2]

- En diciembre de 2016 el euríbor a un año cerró a −0,080 %.[13]

- En diciembre de 2017 el euríbor a un año cerró a −0,190 %.[13]

- En diciembre de 2018 el euríbor a un año cerró a −0,129 %.[14]

- En diciembre de 2019 el euríbor a un año cerró a −0,261 %.[15]

- En octubre de 2020 el euríbor a un año cayó hasta el −0,463.[11]

- En noviembre de 2021 el euribor a un año cayó hasta −0,490.[16]

### Comunicación, cálculo y publicación del euríbor por el EMMI
1. Antes de las 10:45 horas (CET) los bancos que conforman el panel deben aportar el dato del tipo de interés al que se prestan a través  de la plataforma TARGET (Trans-European Automated Real-Time Gross-Settlement Express Transfer System).
2. A las 11:00 horas (CET), el European Money Markets Institute (EMMI) realiza el cálculo del nuevo valor del euríbor, para lo cual hace una media de todos los datos recolectados eliminando el 15 % más alto y el 15 % más bajo. El resultado se redondea a 3 decimales.[11]

En España, con la información del EMMI, se actualiza diariamente y se publica por el Banco de España y en el BOE. Se considera un índice muy importante del mercado financiero, ya que el euríbor a un año es, entre otras cosas, el tipo oficial de referencia más utilizado para préstamos en España desde el 1 de enero de 2000.

### Ámbito de aplicación del euríbor
El euríbor solamente se aplica en los bancos de los Estados miembros de la Unión Europea (UE) que forman parte de la eurozona. Otros tipos de interés han desaparecido: el píbor de París o el fíbor de Fráncfort, se juntaron en el euríbor el 1 de enero de 1999. En el caso de España, el euríbor sustituyó al míbor a raíz del traspaso de competencias del Banco de España al Banco Central Europeo.

### Bancos que contribuyen a la formación del euríbor
Desde el 24 de febrero de 2016 el grupo de bancos que comunican el tipo de interés interbancario al que dicen prestan el dinero es de 26. El organismo que publica el interés promedio es el Instituto Europeo de Mercados Monetarios (European Money Markets Institute, EMMI).
| País                       | Bancos                                                             |
| -------------------------- | ------------------------------------------------------------------ |
| Alemania                   | Deutsche Bank Commerzbank DZ Bank Deutsche                         |
| Bélgica                    | Belfius                                                            |
| España                     | BBVA Banco Santander CaixaBank Cecabank                            |
| Finlandia                  | Nordea Pohjola                                                     |
| Francia                    | BNP Paribas HSBC France Société Générale Natixis Crédit Agricole   |
| Grecia                     | Banco Nacional de Grecia (No desde el 30/05/19)                    |
| Italia                     | Intesa Sanpaolo Monte dei Paschi di Siena Unicredit                |
| Luxemburgo                 | Banque et Caisse d'Épargne de l'État                               |
| Países Bajos               | Grupo ING                                                          |
| Portugal                   | Caixa Geral de Depósitos                                           |
| Otros bancos de la UE      | Barclays Investment Bank Den Danske Bank                           |
| Bancos que no son de la UE | London Branch of JP Morgan Chase Bank N.A Bank of Tokyo Mitsubishi |

## Manipulación del euríbor
El 19 de octubre de 2011 la Comisión Europea lanzaba una investigación a los bancos por una posible manipulación del euríbor. También se conoció a finales de febrero de 2012 que la Comisión del Mercado de Valores de Canadá había demandado a seis grandes bancos (HSBC Holdings, JP Morgan Chase, Royal Bank of Scotland, UBS, Citigroup y Deutsche Bank) por manipular el líbor (el tipo de interés londinense).
En diciembre de 2013 la Comisión Europea impuso multas por 1710 millones de euros a seis grandes bancos por la manipulación de los tipos de interés interbancarios euríbor, líbor y tíbor, la sanción más elevada jamás impuesta por Bruselas. Las sanciones multimillonarias han recaído sobre Deutsche Bank, Société Générale, Royal Bank of Scotland, JP Morgan Chase, Citigroup y el bróker RP Martin.
Barclays y UBS también participaron en los cárteles pero se libran de esta sanción por ser los primeros en delatar su existencia ante Bruselas y porque ya aceptaron pagar sanciones al respecto: UBS pactó pagar 1170 millones de euros y Barclays, 347 millones.

## Nuevo índice de referencia para 2020
El fracaso en la modificación del euríbor (por el euríbor plus) ha llevado al Banco Central Europeo (BCE) junto al Sistema Europeo de Supervisión Financiera (SESF), la Autoridad Europea de Valores y Mercados (AEVM) y la Comisión Europea (CE), a lanzar un nuevo índice de referencia diario a partir de 2020.

### Página oficial delEMMI
- Euríbor en European Money Markets Institute.

### Enlaces en castellano
- Euribor - Rates.eu
- Diferencia entre el Euribor y el IRPH.
- Euríbor ahora. Gráficos y datos actualizados.
- ¿Qué es el euríbor y cómo nos afecta?
- Evolución diaria del euríbor. Gráficos y valores medios mensuales y anuales.
- Euríbor en Opeuribor.es
- Manipulación bancaria: Jaque (¿mate?) al euríbor, 8 de diciembre de 2016.
- Datos y gráficos actualizados del euríbor.
- Previsión del euríbor para 2023, 2024 y 2025

### Enlaces en inglés
- Página del Banco Central Europeo.
- Página del euribor.org
- Bancos encuestados para el euríbor.
- Datos históricos del euríbor.
- Gráfica de la evolución a corto plazo.
- Gráfica de la evolución a largo plazo.

- Datos: Q648194
- Multimedia: Euribor / Q648194